# Miroslav Ouzký
Miroslav Ouzký (* 18. srpna 1958 Chlumec nad Cidlinou) je český lékař a politik, člen Občanské demokratické strany, na přelomu 20. a 21. století poslanec Poslanecké sněmovny za ODS, v letech 2004-2014 poslanec Evropského parlamentu.

## Osobní život
V letech 1973-1977 vystudoval gymnázium Nový Bydžov, pak v letech 1977-1983 Fakultu všeobecného lékařství Univerzity Karlovy. Poté pracoval na chirurgii v nemocnici v Kadani. V letech 1989-1991 byl primářem tamního oddělení rehabilitace. Od roku 1994 působil jako provozovatel soukromého zdravotnického zařízení ARC-MED s. r. o. V prosinci 2006 firmu převedl na manželku.
Jeho manželka Zora je dětskou neuroložkou. Mají dvě děti, Martina a Terezu.

## Politická kariéra
Od listopadu 1989 byl členem Občanského fóra. V roce 1991 vstoupil do Občanské demokratické strany. Roku 1993 se stal členem Regionální sdružení ODS v Severočeském kraji za oblast Chomutov. V komunálních volbách roku 1994, komunálních volbách roku 1998 a komunálních volbách roku 2002 byl zvolen do zastupitelstva města Kadaň za ODS. Profesně se uvádí jako lékař. V zastupitelstvu setrval do roku 2004. Neúspěšně do kadaňského zastupitelstva kandidoval i v komunálních volbách roku 2006 a komunálních volbách roku 2010.
Ve volbách v roce 1998 byl zvolen do poslanecké sněmovny za ODS (volební obvod Severočeský kraj). Byl členem sněmovního výboru pro sociální politiku a zdravotnictví. Mandát obhájil ve volbách v roce 2002. Opět usedl do výboru pro sociální politiku a zdravotnictví. Na poslanecký mandát rezignoval v červenci 2004.

### Kandidatury do Evropského parlamentu (2004, 2009)
Ve volbách roku 2004 byl totiž zvolen za Českou republiku do Evropského parlamentu. 20. července 2004 se stal jedním z jeho čtrnácti místopředsedů, kterým byl do počátku roku 2007. Poté působil jako předseda Výboru pro životní prostředí, veřejné zdraví a bezpečnost potravin. Mandát europoslance obhájil ve volbách roku 2009 na dalších pět let. Byl zde členem frakce Skupina evropských konzervativců a reformistů. Znovu se stal členem Výboru pro životní prostředí, veřejné zdraví a bezpečnost potravin (ENVI). Zároveň ve funkci předsedy klubu poslanců ODS v Evropském parlamentu nahradil Jana Zahradila. V roce 2014 již nekandidoval.

### Hodnocení europoslance M. Ouzkého (dle think-tanku Evropské hodnoty)
Dle vydané zprávy výše uvedeného think-tanku, která se vztahuje na období před následujícími volbami do Evropského parlamentu (2014) vyplývá následující:
1. Docházka - obsadil 22. místo z celkových 22 českých europoslanců,
2. Účast na jmenovitých hlasování českých europoslanců - obsadil 22. místo z celkových 22 českých europoslanců,
3. Zprávy předložené zpravodajem českými europoslanci - obsadil 10.-15. místo z celkových 22 českých europoslanců,
4. Stanoviska předložená českými europoslanci - obsadil 16.-22. místo z celkových 22 českých europoslanců,
5. Pozměňovací návrhy českých europoslanců - obsadil 9. místo z celkových 22 českých europoslanců,
6. Parlamentní otázky českých europoslanců - obsadil 9. místo z celkových 22 českých europoslanců,
7. Písemná prohlášení českých europoslanců - obsadil 3.-4. místo z celkových 22 českých europoslanců,
8. Návrhy usnesení českých europoslanců - obsadil 10. místo z celkových 22 českých europoslanců,
9. Vystoupení na plenárním zasedání českých europoslanců - obsadil 19. místo z celkových 22 českých europoslanců.

## Kontroverze

### Kauza IZIP
Miroslav Ouzký se dostal do střetu zájmů, když veřejně nepřiznal, že vlastní akcie IZIP a přitom seděl ve výboru pro životní prostředí, veřejné zdraví a bezpečnost potravin Evropského parlamentu.

### Lobování za vyšší hlukové limity v zájmu automobilky Porsche
V září 2012 byl organizací Transport and Environment obviněn ze skrytého lobování ve prospěch automobily Porsche, když se snažil do návrhu evropské legislativy o limitech hlučnosti vložit tabulku o maximálních přípustných hladinách hluku pro různé typy aut, kterou podle vlastností elektronického dokumentu zpracoval Hans-Martin Gerhard z Porsche. Ouzký přiznal, že okopíroval tabulku z podkladů automobilky, ale údajně do ní vyplnil vlastní čísla. Ale samotné rozvržení tabulky nahrávalo sportovním autům, pro které navrhoval výrazně mírnější limity než činil návrh Evropské komise.